# Спиро Холиолчев
Спиро Холиолчев (Хольолчев, Холйолчев) е български предприемач и общественик, деец на Съюза на македонските емигрантски организации.

## Биография
Спиро Холиолчев е роден в град Охрид, тогава в Османската империя. Прехвърля се в София, където е притежател на прочутото кафене „Македония“ в София. Към 1905 година е основен акционер и директор на фабрика Пивоварна София, а неговият син Петър Халиолчев е майстор пивовар в нея.
Спиро Холиолчев е активен член на Охридско благотворително братство и като такъв е делегат на обединителния конгрес на Македонската федеративна организация и Съюза на македонските емигрантски организации от януари 1923 година.
Умира през юли 1925 година в София.
Д. Холиолчева е председателка на първия ръководен орган на Македонския женски съюз от 1926 година.